# Biamomyrma zherikhini
Biamomyrma zherikhini (лат.) — ископаемый вид мелких муравьёв рода Biamomyrma длиной около 9 мм. Эоценовые отложения, Большая Светловодная (Россия, Приморский край). Название дано в честь российского палеоэнтомолога Владимира Васильевича Жерихина (1945—2001).

## Описание
Отпечатки обнаружены в эоценовых отложениях в месторождении Биамо, Большая Светловодная (Россия, Приморский край, Пожарский район). Длина тела около 9 мм. Усики с булавой из 3 сегментов (общее число сегментов неизвестно). Скапус короткий, не достигает затылочного края головы. Мандибулы треугольные, зубчатые. Жилкование полное, переднее крыло с замкнутыми ячейками 3r, 1+2r, rm и mcu. Проподеум без зубцов. Стебелёк между грудкой и брюшком состоит из двух члеников: петиолюса и постпетиолюса (последний широко прикреплён в первому тергиту брюшка). Вид был впервые описан в 2015 году российскими энтомологами Геннадием Михайловичем Длусским (1937—2014), Александром Павловичем Расницыным и К. С. Перфильевой.